# BECK: Mongolian Chop Squad
BECK (ベック) és un manga de Harold Sakuishi, que més tard se'n va fer un anime amb el nom BECK: Mongolian Chop Squad. El manga va ser publicat per primer cop a la revista Gekkan Shōnen Magazine de l'editorial Kodansha. Actualment està llicenciada als EUA i part d'Europa, però no a Espanya. A més del manga, s'han publicat 3 guies. BECK va guanyar el 2002 el Premi Kodansha al millor manga a la modalitat shonen.
Hi ha una adaptació live-action que va ser publicada el 2010. Takeru Satoh com a Koyuki i Hiro Mizushima com a Ray són els actors principals.

## Argument
En Koyuki és un estudiant de secundària de 14 anys que no té gaires amics i tampoc cap afició. Un dia troba uns nens maltractant a un gos anomenat Beck i el defensa. Més tard descobreix que l'amo d'aquell gos és un gran guitarrista de rock i l'amistat entre ambdós va millorant amb el temps. Des de llavors els gustos musicals d'en Koyuki canvien radicalment i decideix aprendre a tocar la guitarra, amb el somni de poder tocar algun dia en el grup d'en Ryuusuke. La història se centra en la vida dels components de la banda que formen més tard, anomenada BECK. També té gran importància la subtrama que tracta de la relació entre en Koyuki i la germana d'en Ryuusuke, la Maho.

## Influència musical
El manga de Beck conté moltes referències i homenatges a la cultura del rock i pop clàssic en general. Les cobertes de cada capítol són imitacions de portades d'àlbums de rock, però amb els personatges del manga en lloc dels habituals de la imatge. També té certa importància un somni que comparteixen diversos personatges on apareixen diversos ídols del rock ja difunts, com Kurt Cobain, Jimi Hendrix, John Lennon i Freddie Mercury recollint les escombraries que queden després d'un festival. Al llarg de la història, a més a més, apareixen constantment cites o anècdotes d'aquests grans músics.

Harold Sakuishi va admetre que el grup "BECK" està inspirat en part pels Red Hot Chili Peppers (el baixista, Taira, s'assembla molt al baixista dels RHCP, Flea). Sakuishi va admetre que són la seva banda preferida i li agrada especialment la cançó Under the Bridge, que el va ajudar durant uns temps difícils de la seva vida. Existeix un one-shot titulat "Under the Bridge" creat pel mateix Sakuishi, on narra la seva primera trobada amb els Red Hot Chili Peppers.

## Personatges

### Principals
- Yukio "Koyuki" Tanaka
- : Veu de Daisuke Namikawa i de Kazuya Hirabayashi quan canta

En Koyuki (així l'anomena tothom) és el protagonista, la història segueix el seu canvi des que era un jove inútil fins a convertir-se en un guitarrista destacat. És extremadament educat i, tot i que intenta ajudar a tothom qui l'envolta, sol acabar necessitant l'ajuda dels seus companys per sortir dels embolics en què es fica. És l'últim membre en unir-se a BECK, segon guitarrista i vocalista. Va ser l'última persona en parlar amb Eddie Lee i escoltar la seva última i incompleta cançó. En Koyuki té una gran veu i normalment canta les cançons més lentes i tranquil·les del grup. La seva guitarra és una Fender Telecaster.
- Ryusuke Minami
- : Veu de Yuma Ueno

Un personatge japonès però que va passar molt de temps a Amèrica. Parla un anglès molt fluid i sovint barreja ambdós idiomes en les converses. Viu sol en una caseta en un estany de pesca. Els seus gustos i habilitats musicals fan que en Koyuki comenci a tocar la guitarra. És el fundador de la banda BECK i n'és el guitarrista principal. De petits, en Ryusuke i l'Eddie Lee van robar una guitarra anomenada Lucille del cotxe d'en Leon Sykes.
- Maho Minami
- : Veu de Saiki Miho

Germana d'en Ryusuke i cantant amb molt de talent. Té una gran però a vegades estranya relació amb en Koyuki, a vegades sembla estar-ne plenament enamorada i a vegades no semblen importar-li els seus sentiments.
- Tsunemi Chiba
- : Veu de Shuntaro Ohata

Vocalista principal de BECK, la seva unió al grup va ser clau perquè en Ryusuke aconseguís que en Taira també s'hi unís. Comparada amb la d'en Koyuki, la seva veu està més orientada als estils de punk i rock, com la majoria de les cançons del grup. En Chiba va ser qui va proposar el nom "BECK" pel grup després d'observar en el gos d'en Ryusuke.
- Yoshiyuki Taira
- : Veu de Kenji Nojima

Taira és el baixista de BECK, i el que en sap més després d'en Ryusuke. El seu baix és un Music Man StingRay. No se sap gran cosa d'ell, i sovint es mostra bastant despreocupat.
- Yuji ("Saku") Sakurai
- : Veu de Toru Nara

El quart membre en unir-se al grup i millor amic d'en Koyuki. Tant que fins i tot rep una pallissa per la banda de vàndals de l'institut per trencar la norma que havien establert ells mateixos que obligava a tothom a ignorar a en Koyuki. És el bateria i s'uneix al grup quan el bateria original (que provenia del grup anterior d'en Ryusuke, anomenat Serial Mama) decideix marxar.
- Ken'ichi Saito
- : Veu de Porche Okite

És qui ensenya a en Koyuki a tocar la guitarra i a nedar. Temps enrere va participar en les Olimpíades, però no va aconseguir guanyar i des de llavors es dedica a ensenyar als altres a nedar millor. És un home cridaner i una mica pesat en públic, i molt estricte quan ensenya a nedar. Però fora de l'aigua és molt més obert i agradable. Està bojament enamorat de la Momo. En Saitou és fan del rock britànic i el seu grup preferit són els Rocket Boys (un grup fictici) en la versió animada de la sèrie i els Beatles en el manga.
- Izumi Ishiguro
- : Veu de Miki Maruyama

Una amiga de la infància d'en Koyuki. En Koyuki n'està una mica enamorat i al principi li costa decidir-se entre ella o la Maho.

### Secundaris
- Momoko ("Momo") Ogasawara
- : Veu de Yuko Nagashima

Professora de música d'en Koyuki a l'escola. Gràcies a ell coneix a en Saitou i amb aquest estableix una bona relació que es desenvolupa al llarg de la sèrie.
- Eddie Lee
- : Veu de Jamie Vickers

Principal guitarrista dels Dying Breed, un grup mundialment famós, era un amic íntim d'en Ryusuke. Durant la seva adolescència ell i en Ryusuke troben el gos anomenat Beck i roben la guitarra anomenada Lucille.
- Eiji Kimura
- : Veu de Shigeru Shibuya

Al principi està en el grup Serial Mama amb en Ryusuke, però s'acaben separant i es converteixen en rivals. Després de Serial Mama forma un nou grup anomenat Belle Ame, que consta de molt de carisma però poca música bona. Amb el suport de grans persones del món de la indústria de la música sembla que tinguin l'èxit assegurat, però el grup BECK els acaba prenent la fama a costa de guanyar-se la rivalitat de totes aquestes persones importants del món de la música.
- Matt Reed

Era el vocalista de Dying Breed, quasi sempre apareix begut i creu que en Koyuki té una veu fantàstica.
- Leon Sykes
- : Veu de RYU

Un home ric i amb molta influència en la indústria musical. És l'amo original d'en Beck (el gos) i la guitarra Lucille, i els recupera segrestant a en Ryusuke. Des de llavors es converteix en un rival pel grup BECK i els porta molts problemes.